# Geolycosa urbana
Geolycosa urbana este o specie de păianjeni din genul Geolycosa, familia Lycosidae. A fost descrisă pentru prima dată de O. P.-cambridge, 1876. Conține o singură subspecie: G. u. hova.